# 東華理工大学
東華理工大学（とうかりこうだいがく、东华理工大学、東華理工大學、拼音: Dōnghuá Lǐgōng Dàxué、英語: East China University of Technology (ECUT)）は、中国江西省南昌市青山湖区広蘭大道418号に本部を置く中国の国立大学である。1956年に設置された。大学の略称は東理（とうり）。

## 沿革

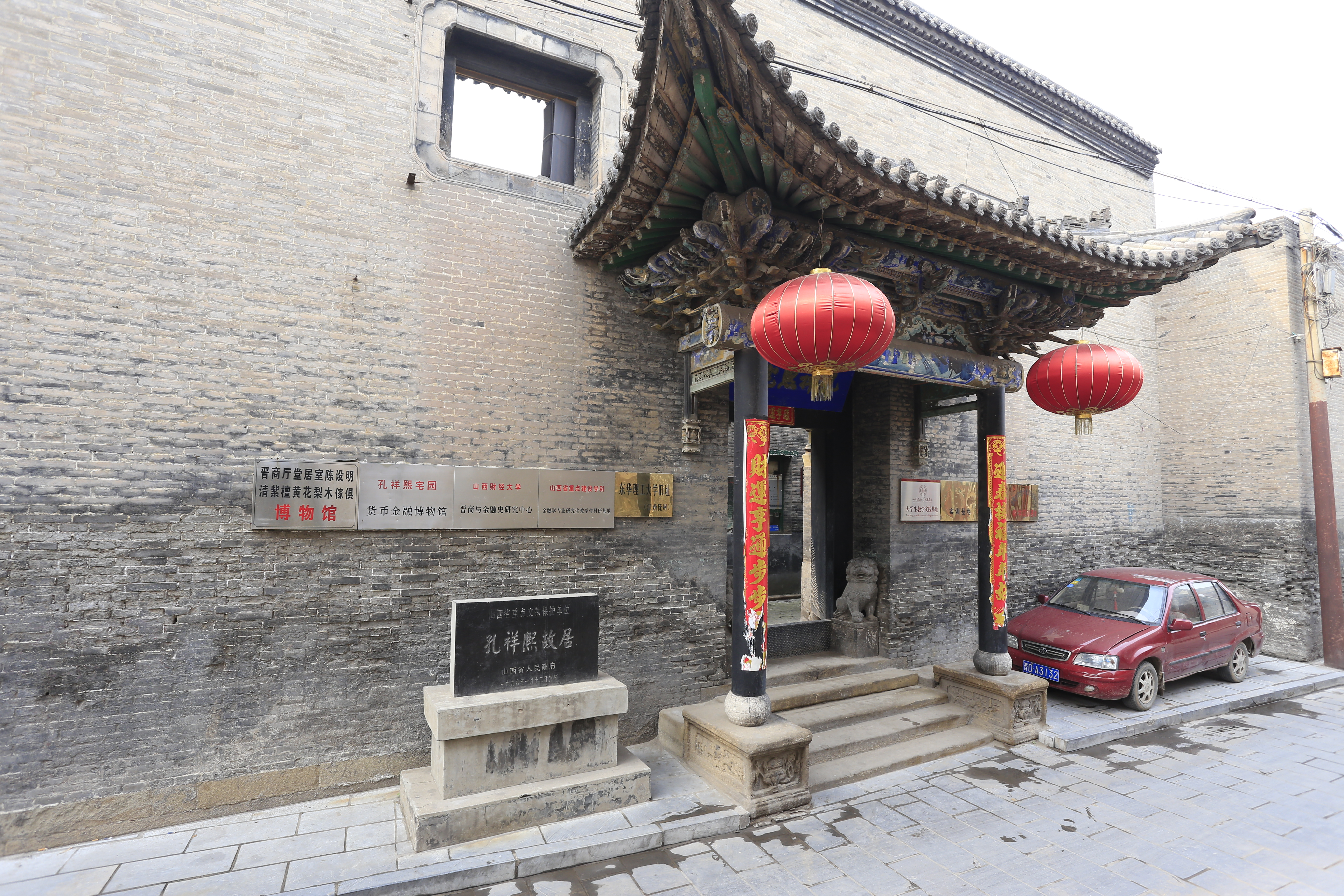
1956年に太谷地質学校が孔祥熙旧居で創立された

- 1950年代半ば、党中央は原子力事業を発展させる意思決定を行った。ウラン鉱を探す技術者の問題を解決するため、国家第二機械工業部は1956年6月に山西太谷に太谷地質学校を創立し、これが東華理工大学の前身である。
- 1982年1月に華東地質学院に改称。この学院は全国第1回学士学位授与単位と第4回修士学位授与単位である。
- 2002年1月、江西省国防科学技術工業学校は華東地質学院に合併した。
- 2002年4月、教育部の認可を受けて東華理工学院に改称。
- 2007年1月、東華理工大学に改称。
- 2009年7月、中国核工業集団と江西省政府は東華理工大学を共同で建設した。[1]

## 特色
東華理工大学は江西省人民政府に属し国家国防科技工業局、国土資源部、中国核工業集団が共同運営する工学を主体として多数の学科を備える地方総合大学。地質学と原子力分野に特色と強みをもち、中国の原子力分野に多くの専門人材を輩出している。国家級をはじめ多くの原子力や放射線関連の分析テスト研究センターや実験室がある。国際原子力機関からウラン鉱地質学高等育成センターに指定されている。

## 学部
地球科学部、地球物理・制御技術学部、水資源・環境工学部、化学生物・材料科学部、核科学・工学部、機械及び電子工学部、情報工学部、理学部、土木・建築工学部、ソフトウェア学部、経済・管理学部、文法（法学・人文社会科学）学部、外国語学部、撫州師範学院、マルクス主義学部、体育学部、芸術学部、国防教育学部。

## 文化

### 校訓
「敦本務実、崇義奉公」は東華理工大学の校訓である。

### 創立記念日
毎年の10月16日。

## 対外関係
毎年約200人のソフトウェア工学と機械工学専攻の学部生が国際学校に通っている。また、ECUTは一定数の国際学生が学位課程や訪問研究に参加している。
- アメリカ合衆国
  - パデュー大学
  - 北テキサス大学
  - レイクランド大学
- イギリス
  - University of Central Lancashire（英語）
- 日本
  - 折尾愛真短期大学
- タイ
  - アジア工科大学院
- アイルランド
  - Dublin Institute of Technology（英語）
  - Athlone Institute of Technology（英語）
- ニュージーランド
  - マッセー大学